# 키핑 멈
《키핑 멈》(Keeping Mum)은 영국에서 제작된 니올 존슨 감독의 2005년 코미디 영화이다. 로완 앳킨슨 등이 주연으로 출연하였고 노엘 도넬론 등이 제작에 참여하였다. 2005년 12월 2일 서밋 엔터테인먼트에 의해 영국에서 개봉되었다.

## 출연

### 주연
- 로완 앳킨슨
- 크리스틴 스콧 토마스
- 매기 스미스
- 패트릭 스웨이지

### 조연
- 탐신 에거튼
- 토비 파크스
- 리즈 스미스
- 에밀리아 폭스

## 기타
- 협력프로듀서: 피터 푸다코스키
- 미술: 크리스피언 샐리스
- 의상: 빅토리아 러셀
- 배역: 앤드리아 클락
- 배역: 제레미 지머먼

## 제작
주 영화 촬영은 2005년 2월 시작되었다.